# Hanna Haering
Hanna Haering (* 9. Dezember 1939) ist eine deutsche Tischtennisspielerin. Sie nahm an der Weltmeisterschaft 1959 und an der Europameisterschaft 1962 teil.
Haering begann ihre Karriere beim Verein DJK Schweinfurt. 1958 wurde sie Bayerische Junioren-Meisterin, ein Jahr später gewann sie die deutsche Hochschulmeisterschaft. Zusammen mit ihrer Schwester Valerie gewann sie 1963 und 1967 die bayerische Meisterschaft im Doppel. Bereits 1957 hatte sie bei diesem Wettbewerb mit Josef Seiz den Titel im Mixed geholt.
1959 wurde sie für die Individualwettbewerbe der Weltmeisterschaft in Dortmund nominiert. Dabei unterlag sie jeweils in der ersten Runde im Einzel gegen Choe (Korea) und im Doppel mit Brigitta Terbeznik gegen Mavis Van Gelder/Claudine Collignon (Belgien).
Erfolgreicher schnitt sie bei der Europameisterschaft 1962 in West-Berlin ab. Hier gewann sie im Einzel gegen Nota Kotsia (Griechenland) und Lis Ramberg (Dänemark), um im Achtelfinale an Edith Steinke zu scheitern. Im Doppel mit Inge Natterer besiegte sie zunächst die Jugoslawinnen Cirila Pirc/Cadez, verlor dann aber gegen die Berlinerinnen Anita Haacke/Edith Steinke. Das Mixed mit Horst Thein erreichte durch Siege über Fernando Huecas/Ana Maria Navarro (Spanien) und Hugo Urchetti/Franziska Hassler (Schweiz) die dritte Runde, wo dann die Deutschen Erich Arndt/Edit Buchholz zu stark waren.
1968 heiratete Hanna Haering, zog nach München und trat danach unter dem Namen Bergwelt-Haering auf.

## Turnierergebnisse
| Verband | Veranstaltung       | Jahr | Ort      | Land | Einzel     | Doppel    | Mixed     | Team |
| ------- | ------------------- | ---- | -------- | ---- | ---------- | --------- | --------- | ---- |
| FRG     | Europameisterschaft | 1962 | Berlin   | FRG  | letzte 16  |           |           |      |
| FRG     | Weltmeisterschaft   | 1959 | Dortmund | FRG  | letzte 128 | letzte 64 | letzte 32 |      |